# Western Australia International 2002
Die Western Australia International 2002 im Badminton fanden Anfang Juli 2002 statt.

## Sieger und Platzierte
| Disziplin    | Gold                                   | Silber                                | Bronze                         |
| ------------ | -------------------------------------- | ------------------------------------- | ------------------------------ |
| Herreneinzel | Yousuke Nakanishi                      | Hidetaka Yamada                       | Geoffrey Bellingham            |
| Herreneinzel | Yousuke Nakanishi                      | Hidetaka Yamada                       | Stuart Brehaut                 |
| Dameneinzel  | Lenny Permana                          | Kellie Lucas                          | Nicole Gordon                  |
| Dameneinzel  | Lenny Permana                          | Kellie Lucas                          | Jane Crabtree                  |
| Herrendoppel | John Gordon Daniel Shirley             | Shuichi Nakao Shuichi Sakamoto        | Ashley Brehaut Travis Denney   |
| Herrendoppel | John Gordon Daniel Shirley             | Shuichi Nakao Shuichi Sakamoto        | Peter Blackburn Murray Hocking |
| Damendoppel  | Rhona Robertson Sara Runesten-Petersen | Nicole Gordon Tammy Jenkins           | Rhonda Cator Kate Wilson-Smith |
| Damendoppel  | Rhona Robertson Sara Runesten-Petersen | Nicole Gordon Tammy Jenkins           | Jane Crabtree Kellie Lucas     |
| Mixed        | Travis Denney Kate Wilson-Smith        | Daniel Shirley Sara Runesten-Petersen | Nick Hall Rhona Robertson      |
| Mixed        | Travis Denney Kate Wilson-Smith        | Daniel Shirley Sara Runesten-Petersen | Chris Blair Tammy Jenkins      |